# Mimanuga
Mimanuga là một chi bướm đêm thuộc họ Noctuidae.